# François Gouyette
François Gouyette, né le 17 juin 1956 à Vincennes (Val-de-Marne), est un diplomate français. Il a été ambassadeur de France aux Émirats arabes unis, en Libye, en Tunisie, en Arabie saoudite et en Algérie.

## Biographie

### Jeunesse et études
François Gouyette a étudié à l'Institut d'études politiques de Paris. Il est diplômé de l'INALCO en arabe littéral.

### Parcours professionnel
Sa carrière diplomatique débute en 1981 comme secrétaire d'ambassade. Il est en poste à Tripoli de 1981 à 1983, à Djeddah de 1983 à 1985, à Nicosie de 1985 à 1987. 
Il sera ensuite Premier conseiller à Damas de 1990 à 1993, Sous-Directeur de la Presse au Quai d'Orsay de 1993 à 1996 et Premier Conseiller à Ankara en 1996. 
Appelé à servir de 1997 à 2000 comme conseiller diplomatique au cabinet du ministre de l'Intérieur Jean-Pierre Chevènement, il est nommé ambassadeur auprès des Émirats arabes unis en 2001. 
Après quatre ans en poste à Abou Dabi, il devient ambassadeur chargé du processus euro-méditerranéen en août 2005. En décembre 2007, il est nommé ambassadeur de France en Libye et prend ses fonctions début 2008.
Peu après le déclenchement de la révolte contre la Jamahiriya arabe libyenne de Kadhafi, l'ambassade de Tripoli est fermée et l'ambassadeur et son personnel sont rapatriés en France le 26 février 2011. Il poursuit cependant sa mission jusqu'à son remplacement en octobre 2011 par Antoine Sivan.
Le 24 août 2012, il est nommé ambassadeur de France en Tunisie,. 
En septembre 2016, il devient ambassadeur de France en Arabie saoudite, succédant à Bertrand Besancenot. 
Le 29 juillet 2020, il est nommé ambassadeur de France en Algérie. Le 29 septembre 2021, le ministère algérien des Affaires étrangères le convoque pour protester contre la décision du gouvernement français de réduire de moitié le nombre de visas accordés aux ressortissants du Maroc et de l’Algérie et de 30 % pour ceux de la Tunisie,,.
En février 2023, François Gouyette annonce sa candidature à la présidence de l’Institut du monde arabe pour succéder à Jack Lang, dont le mandat prend fin le 6 mars 2023.
En mai 2024, Gérald Darmanin, alors  ministre de l'Intérieur, confie à François Gouyette et Pascal Courtade une mission sur l'islamisme politique et la mouvance des Frères musulmans.